# Lenox Lyceum

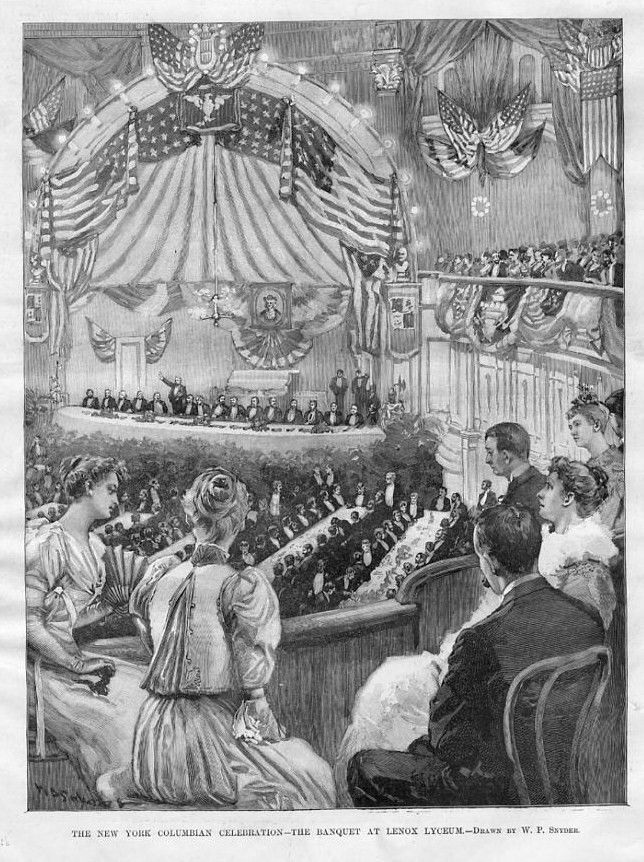
Bankett im Lenox Lyceum, 1892

Das Lenox Lyceum war eine Music Hall in der Upper East Side von Manhattan, dem Zentrum von New York City. Sie befand sich in 619–629 East 58th Street und wurde zumindest von 1889 bis 1907 bespielt.
Über den Bau ist relativ wenig bekannt. Mutmaßlich 1888 wurde das alte Monitor & Merrimac Ausstellungsgebäude (an der Ecke Madison Avenue zur East 59th Street) umgebaut zu einer großen Veranstaltungshalle und in der Folge umbenannt. Ab 1. Januar 1889 wurde das Haus von Edward Ferrero angemietet, einem Tanzlehrer, Choreographen und Ballveranstalter, der bis Mai 1899 dort wirkte. Es fanden in diesen Jahren auch zahlreiche andere Konzerte, Tagungen, Kongresse etc. statt. Am 4. Februar 1890 veranstaltete die New York State Bar Association dort ein Bankett, das Judicial Centennial Banquet. Im Frühjahr 1890 wurde dort die Women's Exchange Exhibition durchgeführt, die durch besondere Lichteffekte beeindruckte. Cosmopolitan berichtete über das New Yorker Musikleben Anfang der 1890er Jahre und erwähnte dabei drei Veranstaltungen in einer Woche im Lenox Lyceum: Sonntag Konzert des Thomas Orchestra, Montag Schubert Club, Donnerstag New York Chorus society. Am 1. Oktober 1891 fand im Lenox Lyceum die Premiere einer Produktion der Oper Cavalleria rusticana von Pietro Mascagni statt, inszeniert von Oscar Hammerstein I. Am 22. Februar 1900 trafen sich in diesem Saal 1400 Mitglieder der Knights of Columbus zu einer Zeremonie.